# Chromatic Games
Chromatic Games, ранее Trendy Entertainment Inc. — американская студия по разработке видеоигр, основанная в 2009 году Аугу Ли и Джереми Штиглицем. Он расположен в Гейнсвилле, штат Флорида. Trendy Entertainment — разработчик игр для платформ Xbox 360, PlayStation 3, Windows, iOS и Android.

## История

### Создание (2009—2012)
Trendy Entertainment разработала инди-игру Dungeon Defence за 4 недели, используя Unreal Engine, который был выпущен 4 февраля 2010 года. Игра легла в основу Dungeon Defenders, выпущенной 19 октября 2011 года. Dungeon Defenders была финансово успешна, продав более 600 000 копий в течение двух лет после его выпуска. Это привлекло 18,2 миллиона долларов США в Trendy от Insight Venture Partners, получив контрольный пакет акций компании. Штиглиц заявил в более позднем интервью, что Insight не так сильно интересовался разработкой видеоигр и повлиял на их подход к разработке игр.

### Отъезд Штиглица и правовое возражение (2013—2018)
Расследование, проведённое в июне 2013 года журналом Kotaku, показало, что компания является плохим работодателем, сославшись на сексистскую рабочую среду, которая требует чрезмерного рабочего времени. Вскоре после публикации отчёта компания выгнала Штиглица из своей новой игры Dungeon Defenders 2 и вместо этого создала подразделение импринтов, NomNom Games, назначив Штиглица своим президентом к сентябрю 2013 года, и начала разработку Monster Madness Online, многопользовательской онлайн-игры. игра в духе Dungeon Defenders; таким образом, Штиглиц оставался главным технологическим директором Trendy, но отделился от тех, кто обвинил его в отчёте Kotaku. Штиглиц оставался в Trendy примерно до апреля 2014 года, где он написал руководству Insight и Trendy, что не может доверять некоторым людям, работающим под ним, в результате выпадения из отчёта, и попросил либо удалить этих людей, либо найти способ заставить его покинуть компанию. Trendy и Штиглиц пришли к соглашению, чтобы он работал ещё несколько месяцев, до августа 2014 года, и согласился сократить своё неконкурентное соглашение с трёх до одного года.
После его ухода Штиглиц тихо стал соучредителем Studio Wildcard в сентябре 2014 года, привлекая ряд модных разработчиков, которые продолжили разработку Ark: Survival Evolved. Якобы Studio Wildcard заявил, что Штиглиц только консультировал их студии в течение этого периода. Тем не менее, Trendy и Insight утверждали, что Штиглиц нарушал его неконкурентоспособность после обнаружения своей роли в соучредительстве Wildcard, и, кроме того, пытался привлечь талантливых людей из Trendy и использовал некоторую частную информацию из работы Trendy в Ark. Trendy и Insight запросили у Штиглица 600 миллионов долларов США по иску, но к апрелю 2016 года Штиглиц решил урегулировать вопрос в суде, согласившись выплатить Trendy 40 миллионов долларов США, а не бороться с иском, учитывая финансовую поддержку Insight.

### Ребрендинг как Chromatic Games
Компания переименовала себя в Chromatic Games в марте 2019 года. Это изменение последовало за выкупом студии у её инвесторов первоначальным соучредителем Аугу Лием, а также сменой персонала, при этом некоторые опытные разработчики ушли, а новые сотрудники были наняты. доведя общий размер компании до 30. В соответствии с новой структурой Лай стал генеральным директором, а Колин Фишер, давний разработчик Dungeon Defenders, стал творческим лидером студии. Кроме того, смена названия частично отошла от ситуации вокруг Штиглица в 2013 году, а также продемонстрировала переориентацию компании на текущую разработку Dungeon Defenders II и работу над новым названием Dungeon Defenders Awakened.